# 河瀬季
河瀬 季（かわせ とき、1981年 - ）は、日本の弁護士（第二東京弁護士会）。モノリス法律事務所代表弁護士。イースター株式会社代表取締役、oVice株式会社監査役、LRM株式会社監査役、株式会社NDPマーケティング株式会社監査役、株式会社TOKIUM最高法務責任者。JAPAN MENSA会員。

## 略歴
2008年、東京理科大学工学部建築学科卒業。大学在学中よりフリーランスのITエンジニア・ライター業務や、IT企業経営などを経験し、その後東京大学大学院法学政治学研究科法曹養成専攻（法科大学院）を修了。司法試験に合格し、弁護士に転身。2017年、モノリス法律事務所を設立し独立。

## 主な著作

### 単著
- MENSA弁護士に挑戦！ もっと頭がよくなる 大人の「超難問パズル」（ポプラ新書、2016年）
- デジタル・タトゥー ── インターネット誹謗中傷・風評被害事件ファイル（自由国民社、2017年）
- 相手の「絶対に譲れない! 」を「OK! 」に変える 説得の極意（大和書房、2018年）
- ITエンジニアのやさしい法律Q&A 著作権・開発契約・労働関係・契約書で揉めないための勘どころ（技術評論社、2020年）
- IT弁護士さん、YouTubeの法律と規約について教えてください（祥伝社、2022年）
- Q＆A実務家のためのYouTube法務の手引き（日本加除出版、2022年）

### 共著、原案など
- 最新 プロバイダ責任制限法判例集（LABO、2016年）
- デジタル・タトゥー （2019年、NHK）[6]
- 仮想世界のテミス（（原作）芳文社『まんがタイムきららフォワード』2023年9月号 - 連載中、漫画[7]：さくたつ。）